# Richard Gordon (giocatore di football americano)
Richard Gordon (Miami, 7 giugno 1987) è un giocatore di football americano statunitense che è attualmente un tight end per i Kansas City Chiefs della National Football League. Fu scelto nel corso del sesto giro (181º assoluto) del draft NFL 2011 dagli Oakland Raiders. Al college giocò a football alla Miami University.

## Carriera professionistica

### Oakland Raiders
Gordon fu scelto nel corso del sesto giro del draft 2011 dagli Oakland Raiders. Il 29 luglio firmò il suo contratto quadriennale per un totale di 2,144 milioni di dollari di cui 104.852 di bonus alla firma. Debuttò nella NFL il 12 settembre contro i Denver Broncos. Il 2 ottobre contro i New England Patriots debuttò da titolare come fullback, registrando anche la sua prima ricezione in carriera. Nella stagione successiva il 23 settembre contro i Pittsburgh Steelers fece il suo primo touchdown in carriera su una ricezione di una iarda sul lancio di Carson Palmer. Per un infortunio avvenuto durante gli allenamenti al tendine del ginocchio saltò tre partite. Il 23 dicembre contro i Carolina Panthers recuperò il suo primo fumble in carriera sulle 32 yard avversarie.
Il 1º settembre 2013 venne svincolato.

### Pittsburgh Steelers
Il 15 ottobre 2013, Gordon firmò coi Pittsburgh Steelers, da cui fu svincolato il 7 dicembre.

### Kansas City Chiefs
Dopo gli Steelers, nel dicembre 2013 Gordon firmò un contratto annuale coi Kansas City Chiefs.

## Statistiche
| Partite totali         | 29 |
| Partite da titolare    | 2  |
| Yard su ricezione      | 14 |
| Touchdown su ricezione | 1  |

Statistiche aggiornate alla stagione 2013